# Elaphoglossum ruficomus
Elaphoglossum ruficomus är en träjonväxtart som beskrevs av John T. Mickel. Elaphoglossum ruficomus ingår i släktet Elaphoglossum och familjen Dryopteridaceae. Inga underarter finns listade.